# Terminologia Anatomica
Terminologia Anatomica（TA）は人体解剖学用語の国際標準である。FCAT (Federative International Committee on Anatomical Terminology) とIFAA (International Federation of Associations of Anatomists) によって定められ、1998年に発効した。 TAは以前の標準であるNomina Anatomicaに取って代わり、この新しい標準は約7500の人体マクロ解剖で構成する用語を含む。 2011年4月、FCATの後継者であるFIPAT (Federative International Programme on Anatomical Terminologies) は、Terminologia Anatomicaのオンライン版をリリースした。

## 解剖学的構造グループ別
TAは、解剖学的構造を以下の主要なカテゴリに分類している（括弧内はラテン語）。

### A01：一般解剖学（anatomia generalis）
- 一般用語（anatomia generalissima）

1. 人体の部分
2. 解剖学的平面、線、部位

### A02：骨格系（ossa）
- 一般用語[5]

1. 頭蓋
2. 頭蓋骨
3. 脊柱
4. 上肢骨
5. 下肢骨

### A03：関節系（juncturae）
- 一般用語[6]

1. 頭蓋の連結
2. 脊柱の連結
3. 胸郭の連結
4. 下肢帯（骨盤帯）連結
5. 上肢の連結
6. 下肢の連結

### A04：筋系（musculi）
- 一般用語[7]

1. 頭部の筋
2. 頸部の筋
3. 背部の筋
4. 胸部の筋
5. 腹部の筋
6. 上肢の筋
7. 下肢の筋
8. 腱鞘と滑液包

### A05：消化器系（systema digestorium）
1. 口
2. 口峡
3. 咽頭
4. 食道
5. 胃
6. 小腸
7. 大腸
8. 肝臓、胆嚢
9. 膵臓

### A06：呼吸器系（systema respiratorium）
1. 鼻
2. 喉頭
3. 気管
4. 気管支
5. 肺

### A08：泌尿器系（systema urinarium）
1. 腎臓
2. 尿管
3. 膀胱
4. 女性尿道
5. 男性尿道

### A09：生殖器系（systemata genitalia）
1. 女性の内生殖器
2. 女性の外生殖器
3. 男性の内生殖器
4. 男性の外生殖器
5. 会陰

### A11：内分泌腺（glandulae）
1. 下垂体
2. 松果体
3. 甲状腺
4. 副甲状腺（上皮小体）
5. 副腎（腎上体）
6. 膵島

### A12：循環器系（systema cardiovasculare）
- 一般用語[9]

1. 心臓
2. 動脈
3. 静脈
4. リンパ本幹およびリンパ本管

### A13：リンパ系（systemalymphoideum）
1. 一次リンパ器官
2. 二次リンパ器官
3. 領域リンパ節

### A14：神経系（systema nervosum）
- 一般用語[10]

1. 中枢神経系
  1. 髄膜
  2. 脊髄
  3. 脳
  4. 延髄
  5. 橋
  6. 中脳
  7. 小脳
  8. 間脳
  9. 脳
2. 末梢神経系
  1. 脳神経
  2. 脊髄神経
3. 自律神経系

### A15：感覚器(organa sensuum)
1. 嗅覚器
2. 眼および関係構造
3. 耳
4. 味覚器

### A16：外皮（integumentum commune）
1. 皮膚
2. 皮下組織

## 参照
1. ↑  "Terminologia Anatomica" - ドーランド医学辞典 [リンク切れ]
2. ↑   Terminologia Anatomica: International Anatomical Terminology. New York: Thieme Medical Publishers. (1998). ISBN 0-86577-808-6
3. ↑   Connecting Medical Informatics and Bio-informatics: Proceedings of MIE2005 : the XIXth International Congress of the European Federation for Medical Informatics - Google Book Preview. books.google.com. p. 666.  オリジナルの2020-07-09時点におけるアーカイブ。 2017年3月9日閲覧。
4. ↑  “International Federation of Associations of Anatomists”. 2011年10月5日時点のオリジナルよりアーカイブ。2011年4月20日閲覧。
5. ↑  “存档副本”. 2016年11月1日時点のオリジナルよりアーカイブ。2020年7月6日閲覧。
6. ↑  “存档副本”. 2016年5月12日時点のオリジナルよりアーカイブ。2020年7月6日閲覧。
7. ↑  “存档副本”. 2016年10月27日時点のオリジナルよりアーカイブ。2020年7月6日閲覧。
8. ↑  “TAa10”. www.unifr.ch. 2016年8月29日時点のオリジナルよりアーカイブ。2020年7月6日閲覧。
9. ↑  “存档副本”. 2016年8月29日時点のオリジナルよりアーカイブ。2020年7月6日閲覧。
10. ↑  “存档副本”. 2019年5月16日時点のオリジナルよりアーカイブ。2020年7月6日閲覧。

## 参考
- 発生学用語
- 解剖学基礎モデル
- 国際形態学用語